# Смядовско поле
Смядовското поле е низина в Североизточна България, Източната Дунавска равнина, област Шумен, около средното течение на река Голяма Камчия.
Полето е разположено в южната част на Източната Дунавска равнина в средното поречие на река Голяма Камчия, между Драгоевска планина на юг и югозапад, най-северните разклонения на Върбишка планина на юг и игоизток и стръмните склонове на Роякското плато на североизток. На северозапад ниски хълмове (до 170 – 180 м) то отделят от Преславското поле, а в района на село Ивански се свързва на север с Шуменското поле. На югоизток полето се стеснява и постепенно преминава в пролома на река Голяма Камчия между Роякското плато на север и Върбишка планина на юг.
Дължината на полето от запад-северозапад на изток-югоизток е 18 – 20 km, а ширината му варира от 4 до 12 км. Средната му надморска височина е около 100 м с много добре развите речни тераси. Отводнява се от река Голяма Камчия и десните ѝ притоците Златарска река и Брестова река. Почвите са сиви горски и алувиални, заети почти на 100% от обработваеми земи. Естествената горска и храстова растителност е запазена на отделни места по поречията на реките.
В средата на Смядовското поле е разположен град Смядово, а по периферията му още 5 села: Златар (на северозапад), Ивански и Кълново (на север), Янково и Бял бряг (на югоизток).
През полето от север на юг, а след град Смядово – на югоизток преминава участък от трасето на жп линията Шумен – Комунари.
През полето от север на юг, от село Ивански до град Смядово, на протежение от 15 км преминава и участък от второкласен път № 73 от Държавната пътна мрежа Шумен – Смядово – Карнобат.

## Топографска карта
- Лист от карта K-35-30. Мащаб: 1 : 100 000.
- Лист от карта K-35-31. Мащаб: 1 : 100 000.